# A Gathering of the Tribes
A Gathering of the Tribes foi um festival de música e cultura organizado por Ian Astbury (vocalista e fundador da banda inglesa The Cult) e pelo promotor de eventos Bill Graham, realizada durante dois dias na Califórnia em outubro de 1990. É considerado o precursor dos festival Lollapalooza, uma opinião partilhada pelo próprio Astbury. O festival foi realizada no Shoreline Amphitheatre em Mountain View, em 6 de outubro, e no Pacific Amphitheatre em Costa Mesa, em 7 de outubro. O evento foi destinado a arrecadar dinheiro para ajudar a causa dos povos nativos americanos.

## Bandas participantes
- Soundgarden
- Ice-T
- Indigo Girls
- Queen Latifah
- Joan Baez
- Steve Jones
- Michelle Shocked
- Iggy Pop
- The Cramps
- The Quireboys
- The Mission
- Public Enemy.[2][4]